# Victory Kickoff!!
Victory Kickoff!! (銀河へキックオフ!!, Ginga e Kickoff!!) est une série télévisée d'animation produite par le studio TYO Animations et réalisée par Kōnosuke Uda. Elle a été diffusée entre avril 2012 et février 2013 sur NHK-G et comporte un total de trente-neuf épisodes. Il s'agit de l'adaptation du roman Ginga no World Cup de Hiroto Kawabata publié en 2006. L'anime est licenciée en Europe par VIZ Media Europe.
Une adaptation en manga par Hiroshi Wakamatsu a été publiée entre 2012 et 2013 dans le magazine Saikyō Jump de l'éditeur Shūeisha et comporte un total de quatre volumes. La version française est publiée par Kazé.

## Synopsis
Shō Ōta, jeune garçon de 12 ans, rêve de devenir un champion de football. Après que son équipe, les Momoyama Predators, ait été dissoute faute de membres, il décide d'essayer d'enrôler l'ancienne championne Misaki Shimizu en tant qu'entraîneur. Ensemble, ils vont recruter de nouveaux joueurs et former une nouvelle équipe.

## Personnages
Shō Ōta (太田 翔, Ōta Shō)Capitaine et Défenseur des Momoyama Dandelions, il a une bonne vision du jeu
Erika Takatō (高遠 エリカ, Takatō Erika)
Misaki Shimizu (志水 ミサキ, Shimizu Misaki)
Reika Saionji (西園寺 玲華, Saionji Reika)
Kota Furuya (降矢 虎太, Furuya Kota)
Ryūji Furuya (降矢 竜持, Furuya Ryuji)
Ōzō Furuya (降矢 凰壮, Furuya Ouzou)
Yūto Ukishima (浮島 悠斗, Ukishima Yuto)
Kei Uchimura (内村 桂, Uchimura Kei)
Tarō Uematsu (植松 太郎, Uematsu Tarou)
Masaru Hanashima (花島 勝, Hanashima Masaru)
Takuma Aoto Gonzalez (青砥 ゴンザレス 琢馬, Aoto Gonzalez Takuma)
Tagi Sugiyama (杉山 多義, Sugiyama Tagi)
Akira Kageura (景浦 晶, Kageura Akira)
Suguro (須黒, Suguro)

## Anime
L'anime Victory Kickoff!! est une adaptation du roman Ginga no World Cup de Hiroto Kawabata. Il est produit par le studio TYO Animations et est réalisé par Kōnosuke Uda. Les 39 épisodes ont été diffusés sur NHK General TV entre avril 2012 et février 2013.
L'anime est diffusé en France sur Disney XD à partir de février 2013, en Belgique sur OUFtivi et dans le reste de l'Europe, Moyen-Orient et Afrique à partir de 2014,.

### Liste des épisodes
| No | Titre français                  | Titre japonais       | Titre japonais         | Date de 1re diffusion |
| No | Titre français                  | Kanji                | Rōmaji                 | Date de 1re diffusion |
| -- | ------------------------------- | -------------------- | ---------------------- | --------------------- |
| 1  | La rencontre                    | 出会い               | Deai                   | 3 avril 2012          |
| 2  | L'étoile filante                | スピードスター       | Supīdosutā             | 10 avril 2012         |
| 3  | Les triplets démoniaques        | 三つ子の悪魔         | Mitsugo no akuma       | 17 avril 2012         |
| 4  | L'éclair foudroyant             | ライトニング・ライト | Raitoningu raito       | 24 avril 2012         |
| 5  | L'entraîneur                    | コーチ               | Kōchi                  | 1er mai 2012          |
| 6  | Le onzième joueur               | 11番目の選手         | 11-banme no senshu     | 8 mai 2012            |
| 7  | Les trois tactiques             | 3つの戦術            | 3-tsu no senjutsu      | 15 mai 2012           |
| 8  | Le coup d'envoi                 | キックオフ!!         | Kikkuofu!!             | 22 mai 2012           |
| 9  | La percée                       | 突破口！             | Toppakō!               | 29 mai 2012           |
| 10 | Suguro spéciale                 | 須黒スペシャル       | Suguro supesharu       | 5 juin 2012           |
| 11 | La contre-attaque !             | 反撃！               | Hangeki!               | 12 juin 2012          |
| 12 | La princesse pleine de boue     | 泥だらけのお嬢様     | Doro darake no ojōsama | 19 juin 2012          |
| 13 | La chasse aux démons            | 悪魔退治             | Akuma taiji            | 26 juin 2012          |
| 14 | But contre son camp             | オウンゴール         | Ōngōru                 | 3 juillet 2012        |
| 15 | Le point fort                   | ストロングポイント   | Sutorongupointo        | 10 juillet 2012       |
| 16 | Le choix des trois U            | スリーUの決意        | Surī U no ketsui       | 17 juillet 2012       |
| 17 | Le but de l'avenir              | 未来へのボール       | Mirai e no bōru        | 28 août 2012          |
| 18 | Le premier but                  | 初ゴール!            | Hatsu gōru!            | 4 septembre 2012      |
| 19 | Le buteur de génie              | 天才ストライカー     | Tensai sutoraikā       | 11 septembre 2012     |
| 20 | On baisse la garde              | ノーガード           | Nō gādo                | 18 septembre 2012     |
| 21 | Le jeu d'équipe                 | チームプレー         | Chīmu purē             | 25 septembre 2012     |
| 22 | Les larmes                      | 涙                   | Namida                 | 2 octobre 2012        |
| 23 | La dissolution de l'équipe      | チーム解散           | Chīmu kaisan           | 9 octobre 2012        |
| 24 | Le cécifoot                     | ブラインドサッカー   | Buraindo sakkā         | 16 octobre 2012       |
| 25 | De nouveaux coéquipiers         | 新しい仲間           | Atarashii nakama       | 23 octobre 2012       |
| 26 | Un stage plein de surprises     | 衝撃の合宿           | Shōgeki no gasshuku    | 30 octobre 2012       |
| 27 | Un ticket pour l'avenir         | 約束のチケット       | Yakusoku no chiketto   | 6 novembre 2012       |
| 28 | Les nouveaux Predator           | 新生プレデター       | Shinsei puredetā       | 13 novembre 2012      |
| 29 | Changement                      | チェンジ             | Chenji                 | 20 novembre 2012      |
| 30 | En avant pour la bataille       | いざ決戦             | Iza kessen             | 27 novembre 2012      |
| 31 | Désespoir et espoir             | 絶望と希望           | Zetsubō to kibō        | 11 décembre 2012      |
| 32 | La fin de la bataille!          | 激闘の果て           | Gekitō no hate         | 18 décembre 2012      |
| 33 | La route vers la victoire       | 勝利の行方           | Shōri no yukue         | 8 janvier 2013        |
| 34 | Direction Barcelone             | バルセロナへ         | Baruserona e           | 22 janvier 2013       |
| 35 | En route vers la galaxie        | 銀河への始動         | Ginga e no shidō       | 29 janvier 2013       |
| 36 | La nuit avant la finale         | 決勝前夜             | Kesshō zenya           | 5 février 2013        |
| 37 | Sur la place de Catalogne       | カタルーニャ広場で   | Katarūnya hiroba de    | 12 février 2013       |
| 38 | L'équipe la plus forte du monde | 世界最強軍団         | Sekai saikyō gundan    | 19 février 2013       |
| 39 | La coupe du monde galactique    | 銀河のワールドカップ | Ginga no wārudokappu   | 26 février 2013       |

### Musique
- Générique d'ouverture
  - Across my world de knotlamp

- Générique de fermeture
  - Ame Tokidoki Hare Nochi Niji de Fudanjuku (épisodes 1 à 24)
  - Jinsei Wahaha! (人生わははっ!?) de Fudanjuku (épisodes 25 à 38)

## Manga
L'adaptation en manga dessinée par Hiroshi Wakamatsu est prépubliée par l'éditeur Shūeisha dans le magazine Saikyō Jump entre 2012 et juillet 2013, avant d'être compilé en quatre volumes. La version française est publiée en intégralité par Kazé.
| no | Japonais         | Japonais          | Français        | Français          |
| no | Date de sortie   | ISBN              | Date de sortie  | ISBN              |
| -- | ---------------- | ----------------- | --------------- | ----------------- |
| 1  | 4 octobre 2012   | 978-4-08-870483-8 | 21 mai 2014     | 978-2-82031-710-0 |
| 2  | 4 février 2013   | 978-4-08-870626-9 | 11 juin 2014    | 978-2-82031-711-7 |
| 3  | 2 mai 2013       | 978-4-08-870679-5 | 16 juillet 2014 | 978-2-82031-738-4 |
| 4  | 4 septembre 2013 | 978-4-08-870815-7 | 20 août 2014    | 978-2-82031-758-2 |